# 圣卡勒吉尔多
圣卡勒吉尔多（法語：Saint-Cast-le-Guildo，法語發音：[sɛ̃ ka lə ɡildo] ⓘ）是法国阿摩尔滨海省的一个海滨市镇，位于该省东北部，属于迪南区。

## 地理
圣卡勒吉尔多（48°37'46"N, 2°15'28"W）面积22.63 平方千米，位于法国布列塔尼大區阿摩尔滨海省，该省份为法国西北部沿海省份，位于布列塔尼半岛北部，北濒大西洋英吉利海峡，西接菲尼斯泰尔省，南至莫尔比昂省，东临伊勒-维莱讷省。
与圣卡勒吉尔多接壤的市镇（或旧市镇、城区）包括：马蒂尼翁、圣洛尔梅勒、圣波唐。
圣卡勒吉尔多的时区为UTC+01:00、UTC+02:00（夏令时）。

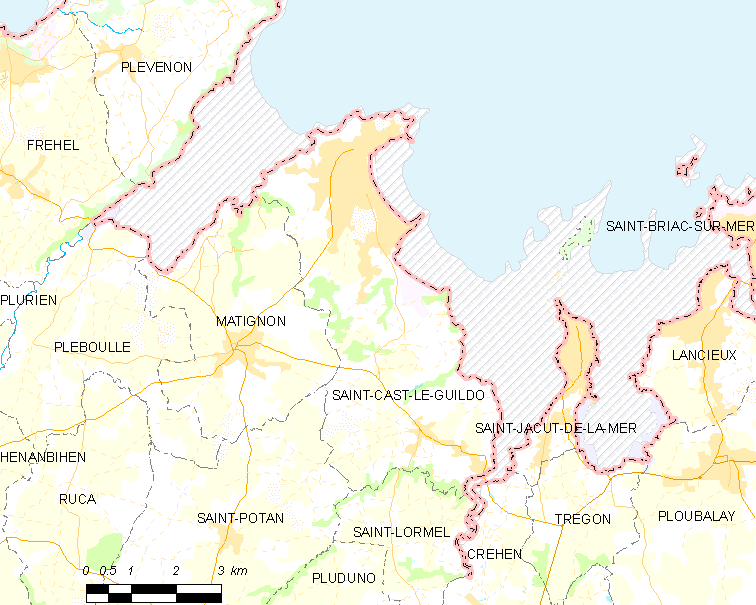
圣卡勒吉尔多的OSM定位图

## 行政
圣卡勒吉尔多的邮政编码为22380，INSEE市镇编码为22282。

## 政治
圣卡勒吉尔多所属的省级选区为普莱讷夫-瓦勒安德烈县。

## 人口

1962-2008年间圣卡勒吉尔多人口变化图示

圣卡勒吉尔多于2022年1月1日时的人口数量为3353人。